# Lago (Amares)
Lago es una freguesia portuguesa del concelho de Amares, con 3,94 km² de superficie y 1.955 habitantes (2001). Su densidad de población es de 496,2 hab/km².